# 鈴木良昭
鈴木良昭（すずき よしあき、1944年10月9日 - ）は、東京都生まれのクラリネット奏者である。
東京都立駒場高等学校を経て、東京芸術大学卒業、及び同大大学院修了。クラリネットを三島勝輔、千葉国夫、北爪利世に師事した。
1968年、第37回日本音楽コンクール・管楽器部門第1位を受賞した。旧日本フィルハーモニー交響楽団を経て、1972年、新日本フィルハーモニー交響楽団創設に参加した。新日本フィル在団中に渡米し、1981年から1982年の1年間、元クリーヴランド管弦楽団首席奏者R.マルセラスに師事する。帰国後、再び新日本フィルで首席奏者を務め、2004年に定年退職した。
活動は、オーケストラにとどまらず、現代音楽の室内楽グループ『サウンド・スペース・アーク』のメンバーとして内外で活躍。武満徹の室内楽作品の世界初演をはじめ、多くの世界的現代作曲家の日本初演を手がけ、1982年には第1回中島健蔵音楽賞を受賞している。
また、ソリストとして小澤征爾、手塚幸紀、井上道義、小泉和裕他の指揮により、モーツァルト、ウェーバー、フランセのクラリネット協奏曲などを協演した。
現在、桐朋学園大学客員教授、桐朋オーケストラ・アカデミー教務部長を務める。